# Donja Gata
Donja Gata je naselje v občini Bihać, Bosna in Hercegovina. 

## Deli naselja
Donja Gata, Graovčevo Brdo, Lončarevo Brdo in Potok.

## Prebivalstvo
| Pregled števila prebivalcev po letih | Pregled števila prebivalcev po letih | Pregled števila prebivalcev po letih | Pregled števila prebivalcev po letih | Pregled števila prebivalcev po letih | Pregled števila prebivalcev po letih |
| ------------------------------------ | ------------------------------------ | ------------------------------------ | ------------------------------------ | ------------------------------------ | ------------------------------------ |
| 1948                                 | 1953                                 | 1961                                 | 1971                                 | 1981                                 | 1991                                 |
| -                                    | -                                    | -                                    | 360                                  | 201                                  | 198                                  |

| Narodna sestava prebivalstva po letih                                                                                      | Narodna sestava prebivalstva po letih                                                                                       | Narodna sestava prebivalstva po letih                                                                                      |
| --- | --- | --- |
| 1971 | 1981 | 1991 |
| . skupaj: 360 Srbi 358 (99,44 %) Muslimani 1 (0,27 %) Hrvati 0 (0,00 %) Jugoslovani 0 (0,00 %) drugi in neznano 1 (0,27 %) | . skupaj: 201 Srbi 179 (89,05 %) Hrvati 0 (0,00 %) Muslimani 0 (0,00 %) Jugoslovani 20 (9,95 %) drugi in neznano 2 (0,99 %) | . skupaj: 198 Srbi 197 (99,49 %) Muslimani 1 (0,50 %) Hrvati 0 (0,00 %) Jugoslovani 0 (0,00 %) drugi in neznano 0 (0,00 %) |